# Tifo fluviale
La malattia (o febbre) di Tsutsugamushi, o tifo degli acari, detto anche tifo fluviale o febbre fluviale del Giappone, o tifo della boscaglia o delle foreste, è una zoonosi causata dai batteri Orientia tsutsugamushi e Orientia chuto che viene trasmesso agli umani dalla puntura di acari.

## Eziologia
L'agente eziologico di questa patologia è il batterio Orientia tsutsugamushi ed Orienta chuto, l'unico del suo genere, molto simile alle rickettsie facendo parte della famiglia delle Rickettsiaceae, ma con alcune peculiarità nella struttura della parete cellulare. Si tratta di un batterio intracellulare obbligato, Gram negativo, aerobio, con una spiccata preferenza per le cellule endoteliali. Viene trasmesso da acari del genere Trombiculidae (acari rossi), in particolare Leptotrombidium deliense, le cui larve sono ematofaghe; l'acaro è in grado di trasmettere il batterio per via transovarica per cui sono infettanti anche le sue uova. Poiché l'acaro si nutre una sola volta nella vita e solitamente del sangue di piccoli roditori, essi non sono ritenuti serbatoi di trasmissione importanti per l'uomo. Questi acari sono particolarmente diffusi nei cespugli, da qui il termine anglosassone (scrub typhus). Il batterio può anche essere trasmesso verticalmente. La malattia è diffusa in Giappone, nel sud-est asiatico, in Australia e nelle isole del Pacifico.

## Clinica
La malattia si manifesta in seguito alla puntura di un acaro o all'inalazione delle sue uova dopo un'incubazione di 6-18 giorni (mediamente 10-12 giorni). In sede di puntura si forma una caratteristica escara nera. I sintomi sono costituiti da febbre alta della durata di 2-3 settimane, brividi, tosse, mialgie, malessere generale e cefalea grave. Possono svilupparsi sintomi gastrointestinali, linfadenopatia generalizzata e splenomegalia. In poco meno del 50% dei pazienti si sviluppa un rash maculo-papulare sul tronco che si diffonde in direzione centrifuga agli arti. Nei casi più gravi si possono verificare complicanze quali encefalite, polmonite e miocardite. In assenza di trattamento la malattia è fatale, mentre con un'adeguata antibioticoterapia la letalità è di circa il 2%.

## Diagnosi
Nelle aree endemiche la caratteristica escara nera permette di effettuare una diagnosi con la sola anamnesi ed esame obiettivo. Il ricorso all'immunofluorescenza indiretta per la ricerca di antigeni batterici conferma l'avvenuta infezione. Si possono inoltre effettuare test sierologici volti alla ricerca di anticorpi diretti contro gli antigeni batterici; sono considerati positivi qualora si verifichi un aumento di quattro volte dei livelli anticorpali specifici. In alternativa sono disponibili la PCR e test rapidi. Nei paesi in cui la malattia è endemica tuttavia questi metodi diagnostici non sono spesso disponibili.

## Terapia
La terapia si basa sull'impiego di un trattamento prolungato con doxiciclina. In alternativa si possono utilizzare la tetraciclina, la rifampicina o il cloramfenicolo. Nelle donne gravide e in caso di resistenza alle tetracicline si usa l'azitromicina.
La prevenzione si effettua evitando le aree endemiche e nel caso in cui fosse impossibile, proteggendosi con dell'abbigliamento protettivo. La grande variabilità antigenica del batterio non ha permesso lo sviluppo di un vaccino efficace.